# 最後一眼
最後一眼（英文：Last Chance to See），是由道格拉斯·亞當斯及馬克·卡沃汀（Mark Carwardine）於1990年出版的一本介紹瀕危物種的書籍，BBC同名廣播劇也是基於這本書籍。简体中文版书名为《消逝世界漫游指南》，于2020年6月出版。
1985年由英國的《觀察家》雜誌發起，它們決定派遣動物學家馬克·卡沃汀及作家道格拉斯·亞當斯前往馬達加斯加，尋找一種瀕危的狐猴型下目生物──指猴。這個計劃後來發展成對全球多個瀕危物種的搜索及介紹，當中包括位於印尼科莫多島的科莫多龍、位於扎伊爾的大猩猩及白犀、位於紐西蘭的鴞鸚鵡、中國的白鱀豚、羅德里格島上的羅得里格斯狐蝠及一些其他物種等。大部分的考察均成為日後BBC Radio 4同名節目中的基礎內容。
大部分，但並非全部考察內容均收錄在該書中，主因是道格拉斯·亞當斯那聲名狼藉的書寫速度延誤了出版程序。例子包括亞馬遜海牛在1989年10月18日的廣播劇內介紹，但未有收錄在該書中。